# Marc-Konstantin Steifensand
Marc-Konstantin Steifensand (* 14. Mai 1966 in Wuppertal) ist ein ehemaliger deutscher Degenfechter. Er nahm 2000 an den Olympischen Sommerspielen in Sydney teil und erreichte mit der Mannschaft den 5. Platz sowie im Einzel Platz 22.

## Leben
Steifensand erlernte das Fechten beim Königsbacher SC Koblenz unter Bela Somos. In der Folge gewann er 1986 die Deutsche Meisterschaft der Junioren. Im selben Jahr nahm er zum ersten Mal an Juniorenweltmeisterschaften teil, bei der er den 8. Platz errang.
1987 verließ Steifensand Koblenz und zog für sein Studium nach Würzburg. Während dieser Zeit focht er für den Fecht-Club Tauberbischofsheim. Drei Jahre später wechselte er zur Universität in Aachen und damit als Fechter zum OFC Bonn. Schließlich zog er 1996 nach Günzburg und trat ab da für den Heidenheimer SB an.
2001, etwa ein halbes Jahr nach seiner Olympiateilnahme, beendete Steifensand seine Fechtkarriere.

## Erfolge
- 1997 Weltmeisterschaften in Kapstadt, 2. Platz Team[4]
- 1999 Weltmeisterschaften in Seoul, 2. Platz Team[4]
- 1999 Europameisterschaften in Bozen, 3. Platz Team[5]
- 2000 Olympische Sommerspiele in Sydney, 5. Platz Team, 22. Platz Einzel[6]